# Postilla conclusiva non scientifica alle briciole di filosofia
Postilla non scientifica alle briciole di filosofia o anche Postilla non scientifica alle "Briciole filosofiche" (in danese Afsluttende uvidenskabelig Efterskrift til de philosophiske Smuler) è un'opera di Søren Kierkegaard pubblicata nel 1846 con lo pseudonimo Johannes Climacus, già usato per scrivere le Briciole filosofiche (1844). Il libro è un attacco contro l'hegelismo, quasi un'antitesi alla Scienza della logica di Hegel ed è considerata la sua opera filosoficamente più impegnata e più profonda.
Nella prefazione Kierkegaard, dopo il fallimento editoriale della precedente opera connessa, si lamenta di non avere più interlocutori e non si aspetta più alcun riconoscimento, anzi crede che il successo sia un impedimento alla realizzazione del proprio credo. Di fatto anche di questo libro vende meno di 50 copie. Da notare che la "postilla" è quasi cinque volte più estesa dell'opera cui si riferisce.
Si è tuttavia messo l'accento sull'aspetto quasi umoristico di certe affermazioni che tra malinconia e paradosso spostano l'autoaffermazione a un voler essere "senza autorità", coinvolto in ciò che dice come lo è un "poeta", e nello stesso tempo dichiarando che il vero interesse è una vita vissuta da vero cristiano, in modo concreto. Climacus, d'altra parte, non è cristiano ma vuole diventarlo, per esigenza personale più che per necessità intellettuale, vista come strumentale e astratta.
All'autore, infatti, non interessa discutere della verità oggettiva del Cristianesimo, data per scontata, ma dimostrare come tale verità sia un valore soggettivo. L'oggettività è ipocrita e tautologica (dimostra soggettivamente fingendo di credere oggettivamente), né può provare alcunché. Anche la fede non può essere oggettivabile e la verità è una realtà personale, fatta di sofferenza interiore e resa pratica da una religione genuina e profonda, esercitata senza trionfi e rappresentazioni (in questo senso critica la chiesa stabilita e a lui contemporanea).
A motivazione del libro ci sono tre domande: che cos'è la verità (ontologia), come conoscere la verità (epistemologia) e come un individuo può vivere nella verità (esistenzialismo).
Dopo l'appendice finale, una nota spiega il sistema degli pseudonimi, dove Kierkegaard si dichiara autore di Enten–Eller (Victor Eremita); Frygt og Bæven (Johannes de Silentio); Gjentagelsen (Constantin Constantius); Om Begrebet Angest (Vigilius Hafniensis); Forord (Nicolaus Notabene); Philosophiske Smuler (Johannes Climacus); Stadier paa Livets Vei (Hilarius Bogbinder, William Afham, Assessoren, Frater Taciturnus), oltre che del presente Afsluttende Efterskrift til de philosophiske Smuler (Johannes Climacus), di un articolo su "Fædrelandet" n. 1168 (Taksigelse til Hr. Professor Heiberg a firma Victor Eremita) e un articolo sullo stesso del gennaio 1846 (Det dialektiske Resultat af en literair Politi-Forretning, a firma Frater Taciturnus).

## Alcuni temi
| Oggettività | Soggettività |
| --- | --- |
| Verità oggettiva è quella che ha a che fare con le proposizioni senza alcuna relazione con l'esistenza di chi la ricerca. Storia, scienza e filosofia speculativa cercano conoscenza oggettiva, pongono l'attenzione su ciò che si sostiene e formula e quindi possono essere sempre messe in dubbio. | Verità soggettiva è essenzialmente una verità etico-religiosa. Non si compone di proposizioni né si basano sulla percezione del mondo esterno, ma pratica l'introspezione, analizza l'esperienza e entra in relazione con il divino. |
| Comunicazione diretta consiste di dichiarazioni che possono essere comunicate e comprese senza appropriazione, ovvero senza che si faccia esperienza personale di ciò che si comunica. La conoscenza oggettiva può essere comunicata direttamente.                                                    | Comunicazione indiretta richiede appropriazione da parte del destinatario che deve vivere quel che gli viene comunicato dalla parte dell'esperienza e non del semplice ragionamento.                                                 |
| Conformità ideale fa corrispondere idee agli oggetti in modo simmetrico, creando fantasmi. | Conformità empirica fa generare pensieri dal reale in modo transitivo, creando riflessione soggettiva. |
| Conoscenza accidentale correlata all'oggetto di analisi scientifica in modo casuale. | Conoscenza essenziale correlata all'esistenza in modo etico-religioso. |